# Вербозілля
Вербозілля (Lysimachia) — рід квіткових рослин підродини мирсінові (Myrsinoideae) родини первоцвітові (Primulaceae).

## Опис
Це багаторічні трав'янисті рослини з жовтими квітками. Чашечка п'ятироздільна, залишається при плодах. Віночок п'ятироздільний, лійкоподібний або колесоподібний. Тичинок п'ять, з довгими нитками. Коробочка відкривається стулками.
Стебло може бути прямостояче, висхідне або повзуче. Листя просте, цілокрає, почергові, супротивні або кільчасті.
Квітки білі, рожеві або жовті. Зібрані або в колосоподібні або щиткоподібні суцвіття, або поодинокі (іноді 1-2) в пазухах листків. 

## Поширення
Рід широко поширений у помірній зоні північної півкулі (в Євразії та Північній Америці), декілька видів зустрічається у субарктичній та субтропічній зоні. Цікава флора Гавайських островів, де росте 9 ендемічних видів цього роду.

## Види
Відомо близько 200 видів, див. Список видів роду вербозілля. За даними Plants of the World Online і Catalogue of Life рід містить понад 260 видів.
В Україні зростають: Lysimachia dubia?, вербозілля гайове (Lysimachia nemorum), вербозілля сланке (Lysimachia nummularia), курячі очка польові (Lysimachia arvensis), вербозілля крапчасте (Lysimachia punctata), вербозілля китицецвіте (Lysimachia thyrsiflora), вербозілля кільчасте (Lysimachia verticiliaris), вербозілля звичайне (Lysimachia vulgaris).